# ساردین لکه‌دار
نام علمی گونه
(Sardinella sirm (Forsskal , ۱۷۷۵
نام انگلیسی : Spotted sardine
نام فارسی : ساردین لکه دار
اندازه : حداکثر طول بدن به ۲۳ سانتی متر می‌رسد.
مشخصات : بدن کشیده و کمی استوانه‌ای، شکم گرد و دارای زره پولکی، که کاملاً واضح نمی‌باشد. روی بخش پائینی اولین کمان آبششی دارای ۳۶ تا ۴۲ عدد خار آبششی می‌باشد. رنگ در پشت به رنگ آبی خاکستری و پهلوها نقره‌ای می‌باشد و پهلوهای ماهی دارای ۱۰ تا ۲۰ عدد لکه طلایی است که پس از مرگ به رنگ سیاه درآمده یا ناپدید می‌شوند.
زیست شناسی : گونه‌ای سطح زی است که افراد آن گله‌ای حرکت می‌کنند و در آبهای نزدیک ساحل زیست می‌نمایند.
نامهای مورد استفاده در جنوب ایران : عومه، حشینه، مومغ
وسایل صید : تورگردان قایقی، و ساحلی، تورهای محاصره‌ای (جل) و میلان، ترال سطحی و میان آبی